# ستاره مایا

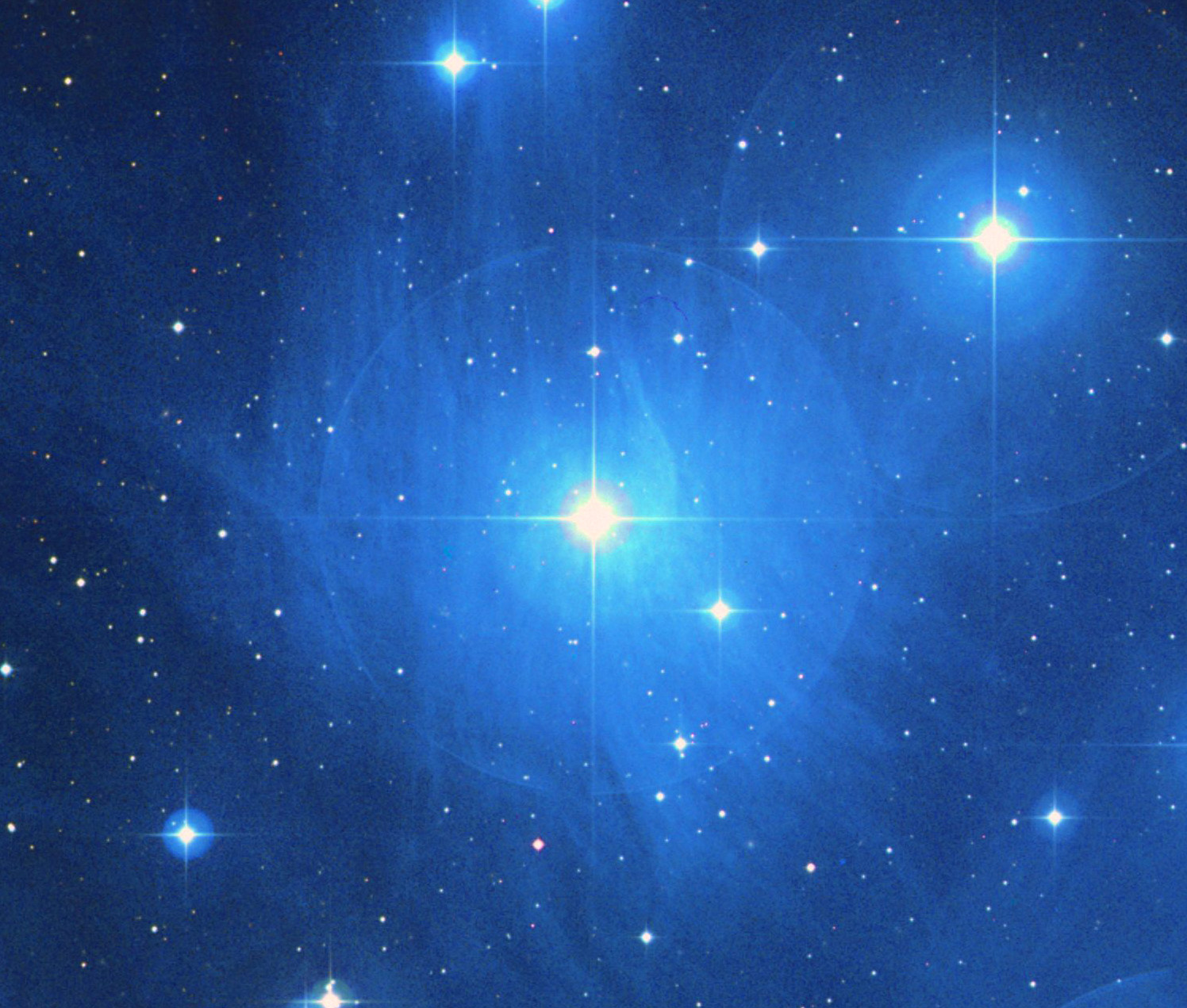
نمایی از «مایا» در صورت فلکی ثور

مایا (ستاره) یک ستاره است که در صورت فلکی ثور قرار دارد.